# Brian Robinson (Radsportler)
Brian Robinson (* 3. November 1930 in Mirfield; † 25. Oktober 2022) war ein britischer Radrennfahrer. 1958 war er der erste Brite, der eine Etappe der Tour de France gewann.

## Sportliche Laufbahn
1952 startete Brian Robinson bei den Olympischen Sommerspielen in Helsinki; im olympischen Straßenrennen belegte er Platz 27 und in der Mannschaftswertung Platz elf. Zudem wurde er britischer Bergmeister.
Anschließend wurde Robinson Profi, 1954 wurde er Zweiter der Gesamtwertung der Tour of Britain. In den folgenden Jahren gehörte er zu der ersten Generation britischer Straßenfahrer, die auch erfolgreich an Straßenrennen auf dem „Kontinent“ teilnahmen. So startete er siebenmal bei der Tour de France; seine beste Platzierung war der 14. Platz im Jahre 1956, 1958 und 1959 gewann er jeweils eine Etappe. Die Tour 1959 konnte Robinson indes nur aufgrund der Hilfe seines Mannschaftskameraden Seamus Elliott zu Ende fahren: Nach seinem Etappensieg war Robinson so erschöpft, dass er weit hinter dem Feld herfuhr und aus dem Zeitlimit fiel, nur Elliott blieb bei ihm. Während Elliott jedoch anschließend die Tour beenden musste, konnte Robinson weiterfahren, da nach den Regeln kein Fahrer, der so wie Robinson unter den ersten Zehn platziert war, wegen Überschreitung des Limits ausgeschlossen werden konnte. 1957 wurde Robinson Dritter bei Mailand–Sanremo und 1961 gewann er das Critérium du Dauphiné. Er startete mehrfach bei den UCI-Weltmeisterschaften im Straßenfahren für die britische Nationalmannschaft. Sein bestes Ergebnis dabei erreichte er 1960 beim Rennen auf dem Sachsenring in der DDR mit dem 10. Platz. 1960 gewann er die nationale Meisterschaft im Bergzeitfahren. 1964 beendete er seine Laufbahn.
Robinson starb im Oktober 2022, wenige Tage vor seinem 92. Geburtstag.

## Ehrungen
2009 gehörte Brian Robinson zu den ersten 50 Briten, die in die British Cycling Hall of Fame aufgenommen wurden.